# Nesokia indica
Nesokia indica är en däggdjursart som först beskrevs av Gray 1830.  Nesokia indica ingår i släktet pestråttor och familjen råttdjur. IUCN kategoriserar arten globalt som livskraftig. Inga underarter finns listade.

## Utseende
Denna gnagare har en kompakt kropp och kort huvud. Kroppslängden (huvud och bål) är 14 till 22 cm och svansen är 9 till 13 cm lång. Artens päls är en blandning av mjuka hår och grova hår som liknar taggar. Nesokia indica är brun till gråbrun på ryggen och ljusgrå på buken. Tummen vid framtassarna finns bara rudimentärt och alla övriga tår är utrustade med kraftiga naglar. Vikten varierar mellan 180 och 390 gram.

## Utbredning och habitat
Arten förekommer med flera från varandra skilda populationer från nordöstra Afrika till centrala Asien och Bangladesh. Den västligaste populationen finns i norra Egypten. I norr når arten Uzbekistan och nordvästra Kina. Ett mindre bestånd hittas i östra Saudiarabien. Stora populationer finns i Irak/Iran/Afghanistan samt i gränsområdet Pakistan/Indien.
Habitatet varierar mellan öppna torra skogar, buskskogar, gräsmarker och jordbruksmark. I halvöknar hittas Nesokia indica vanligen nära vattendrag eller andra vattenansamlingar.

## Ekologi
Individerna lever främst ensamma och letar på natten efter föda. På dagen och under den kalla årstiden stannar de i sina bon. Boet är ett mer eller mindre komplext tunnelsystem som arten gräver själv. Enskilda gångar kan vara upp till 3,5 meter långa.
Nesokia indica äter olika växtdelar som blad, rötter och gräs. Nära odlade områden har den även frukter, grödor och bär som föda.
Fortplantningssättet är nästan outrett. Dräktighetstiden uppskattas med 17 dagar och per kull föds upp till 10 ungar, oftast 2 till 7.

## Nesokia indicaoch människor
När arten hämtar sin föda från odlingsmark kan den orsaka större ekonomiska skador. Den fångas därför med fällor eller dödas med gift.
I vissa regioner fångas gnagaren för köttets skull och även dess förråd används som mat.